# Prieuré de Grosbois
Le prieuré Saint-Jean de Grosbois est un ancien prieuré grandmontain situé en France, à Gipcy, dans l'Allier. Il est placé sous le vocable de saint Jean. C'est aujourd'hui un écomusée forestier.

## Localisation
Le prieuré est situé en milieu forestier dans la commune de Gipcy (Allier), à environ 3 km et demi à vol d'oiseau au nord du bourg. Il se trouve au cœur de la forêt domaniale des Prieurés Grosbois, au lieu-dit Bois de l'Abbaye. Il est accessible par la RD 18, route de Saint-Pourçain-sur-Sioule à Ygrande par Cressanges, en prenant au rond-point Saint-Fiacre une petite route allant vers le nord. Situé à environ 300 m d'altitude .

## Description
Il ne subsiste du prieuré que l'aile sud et une toute petite partie de l'aile ouest. Les prieurés grandmontains étant toujours construits selon le même plan formant un carré autour d'un cloître, l'aile sud abritait le réfectoire des moines et la grande cuisine. Celle de Grosbois possède encore une remarquable cheminée Renaissance armoriée de 4 mètres de largeur avec une rangée de dix-huit bustes. L'église fermait le carré au nord, l'aile orientale était réservée à la salle capitulaire et au cellier, avec un premier étage comprenant le dortoir des moines. Enfin l'aile occidentale était destinée à la maison des hôtes.
L'aile sud qui subsiste de l'ancien prieuré est l'une des mieux conservées des prieurés grandmontains ; elle est éclairée de sept lancettes. Elle a été restaurée à partir de 1985 par l'office national des forêts à qui elle appartient. Le réfectoire mesure 14 mètres sur 5,80 mètres. L'église orientée qui fermait le côté nord a été détruite à la fin du XIXe siècle.

## Histoire
Le prieuré Saint-Jean a été fondé à la fin du XIIe siècle et il est favorisé par des donations, notamment par celles des ducs de Bourbon. En 1295, le prieuré comptait six religieux. En 1317, le pape Jean XXII réforme l'ordre de Grandmont qui doit unir les prieurés trop petits avec d'autres pour mieux les rentabiliser. Saint-Jean est donc uni à la celle de Chavanon, à Combronde, qui devient le prieuré principal, et Saint-Jean une simple celle, servant de ferme. À la Renaissance, il sert de logis à la famille de Saint-Hilaire. L'ancien prieuré était entouré de remparts et d'un fossé, démolis par la suite.
Il est transformé en exploitation agricole, rachetée en 1928 par l'État.
L'édifice est inscrit au titre des monuments historiques par arrêté du 9 décembre 1929.

## Écomusée forestier
Un écomusée y est installé à partir de l'an 2000 avec un arboretum.